# Carolina Panthers
Los Carolina Panthers (en español: Panteras de Carolina) son un equipo profesional de fútbol americano de los Estados Unidos con sede en Charlotte, Carolina del Norte.  Compiten en la División Sur de la Conferencia Nacional de la National Football League (NFL) y disputan sus encuentros como locales en el Bank of America Stadium.
El equipo fue fundado en octubre de 1993 y entró en la NFL en 1995. Su primera temporada la jugó en el Memorial Stadium de Clemson (Carolina del Sur) mientras se completaba la construcción del Ericsson Stadium de Carolina del Norte.

## Historia

### Comienzos
El 15 de diciembre de 1987, el empresario Jerry Richardson, anunció su oferta para adquirir una franquicia de expansión de la NFL en las Carolinas.
Originario de Carolina del Norte, Richardson era un ex-receptor en los Baltimore Colts que había utilizado su prima del campeonato de la liga de 1959 para cofundar la cadena de restaurantes Hardee's; más adelante sería presidente de los servicios de TW Services. Richardson se inspiró en buscar una franquicia de la NFL al estilo de George Shinn, quien había hecho una exitosa oferta por un equipo de expansión de la National Basketball Association (NBA) en Charlotte: Charlotte Hornets. 
Richardson fundó Richardson Sports, una asociación que constaba de él mismo, su familia, y un número de hombres de negocios de Carolina del Norte y Carolina del Sur que también fueron reclutados para ser socios limitados. Richardson observó cuatro posibles lugares para un estadio, eligiendo en última instancia la zona alta de Charlotte. Para resaltar la demanda de fútbol profesional en las Carolinas, Richardson Sports celebró varios partidos de pretemporada alrededor del área de 1989 hasta 1991. Los dos primeros se llevaron a cabo en el Carter-Finley Stadium en Raleigh, y en el Kenan Memorial Stadium en Chapel Hill (ambos en Carolina del Norte), mientras que el tercer y último partido se llevó a cabo en el Williams-Brice Stadium en Columbia, Carolina del Sur. Los enfrentamientos fueron entre equipos existentes de la NFL. 
En 1991, el grupo presentó formalmente una solicitud para formar el equipo de expansión, y el 26 de octubre de 1993, los 28 propietarios de la NFL unánimemente nombraron a Carolina Panthers como el miembro número 29 de la NFL.

## Estadio

### Bank of America Stadium
En su primera temporada (1995) los Panthers jugaron en el Memorial Stadium, en Clemson, Carolina del Sur. Esto se debió a que sus instalaciones en Charlotte todavía estaban en construcción.
Su actual estadio, el Bank of America Stadium, abrió sus puertas como Ericsson Stadium en 1996. En 2004 cambiaría su nombre por el actual Bank of America Stadium. Bank of America compró los derechos del nombre del estadio por 20 años.
Tiene una capacidad para 75.419 espectadores.

## Jugadores

### Números retirados
| Números retirados de Carolina Panthers |           |        |         |
| Núm.                                   | Jugador   | Posic. | Temp.   |
| 51                                     | Sam Mills | LB     | 1995–97 |

### Salón de la Fama
| Salón de la Fama de Carolina Panthers |                |                 |                      |           |
| Núm.                                  | Nombre         | Posición        | Temporada(s)         | Inducción |
| 92                                    | Reggie White   | DE              | 2000                 | 2006      |
| –                                     | Bill Polian    | Gerente general | 1995–97              | 2015      |
| 91                                    | Kevin Greene   | LB              | 1996, 1998–99        | 2016      |
| 51                                    | Sam Mills      | LB              | 1995-1997            | 2022      |
| 90                                    | Julius Peppers | DE              | 2002–2009, 2017–2018 | 2023      |
| 69                                    | Jared Allen    | DE              | 2015                 | 2024      |